# 2006 في ألبانيا
تحتوي هذه المقالة على أهم الأحداث التي شهدتها ألبانيا في 2006، إضافة إلى أهم الشخصيات الألبانية المتوفية في هذه السنة.

## الحكم
- رئيس الجمهورية: ألفريد مويسيو.
- رئيس الوزراء: صالح بريشا.

## الأحداث

### أبريل
- البرلمان يفرض حظرا على استعمال الزوارق السريعة في المياه الساحلية في محاولة للقضاء على الاتجار بالبشر وتهريب المخدرات.[1]

### يونيو
- ألبانيا تُوقع على اتفاق عملية الاستقرار والانضمام مع الاتحاد الأوروبي.

## الوفيات
- 7 فبراير : إبراهيم كودرا، رسام ألباني.